# Rayton Fissore Magnum
De Rayton Fissore Magnum was een Italiaanse luxe-SUV die van 1985 tot 1998 in beperkte oplage gebouwd werd. De Amerikaanse versie met een dikke V8-motor werd aangeboden van 1989 tot 2003 als de Laforza.

## Geschiedenis
De Magnum was oorspronkelijk bedoeld voor gebruik door het leger en de politie. De wagen kreeg echter ook een weelderig Italiaans lederen interieur in de geest van de Maserati Biturbo en een reeks vier-, zes- en achtcilindermotoren om als een luxe-SUV te kunnen concurreren met de Mercedes-Benz G-Klasse en de Range Rover. De Magnum was ontworpen om te voldoen aan de behoeften die de Range Rover destijds niet vervulde, zoals een luxe interieur en zuinige kleinere motoren, inclusief turbodiesels. Dergelijke zuinige motoren waren essentieel voor de Europese markt.
De wagen kreeg in 1998 een facelift en een modernere uitrusting, maar gebruikte nog steeds dezelfde basiscarrosserie en aandrijflijn.

## Magnum 4×4
De Magnum, ontworpen door Tom Tjaarda, werd gepresenteerd op het autosalon van Turijn in 1985. De wagen was gebaseerd op het verkorte en verlaagde chassis van de Iveco "40 PM 10" (later ook gekend als de Iveco VM 90), een Italiaans multifunctioneel legervoertuig.
Het Magnum-prototype werd aangedreven door de turbodieselmotor uit de Iveco TurboDaily, de meeste productiewagens werden echter uitgerust met een 2445 cc Sofim-turbodiesel. De voor- en achterdifferentiëlen, ophanging en remmen werden overgenomen van de vierwielaangedreven versie van de Iveco Daily. De stuurbekrachtiging werd geleverd door ZF.
Aanvankelijk was de Magnum verkrijgbaar met een keuze uit twee benzinemotoren en een dieselmotor. De 2,0-liter viercilinder benzinemotor met supercharger van Fiat/Lancia produceerde 101 kW (138 pk) en een topsnelheid van 155 km/u. De 2,6-liter V6-motor van Alfa Romeo leverde 118 kW (160 pk) en een topsnelheid van 170 km/u. Er werden slechts een 120-tal exemplaren met de V6-motor gebouwd. De 2,4-liter Sofim turbodiesel had een motorvermogen van 66 tot 81 kW (90 tot 110 pk) en een topsnelheid van 150 km/u.
De stalen carrosserie voegde extra sterkte toe aan het chassis door middel van de "UNIVIS" constructietechniek ontwikkeld door Rayton Fissore. Deze carrosserie bestond uit een frame van vierkante buizen waaraan de carrosseriepanelen waren vastgeschroefd. Pre-serie exemplaren (gebouwd voor maart 1985) hadden een carrosserie van glasvezelversterkte kunststof, de productiewagens met stalen carrosserie behielden de kunststof motorkap en kofferklep. De meeste carrosserieën werden gebouwd door Golden Car in Caramagna Piemonte en vervolgens naar Rayton Fissore in Cherasco verstuurd om afgewerkt te worden.
Kenmerkend voor de Magnum waren onder meer de bumpers in carrosseriekleur, uitgevoerd in composiet (Europese versie) of PVC (Amerikaanse versie), grote ramen, ronde lijnen en een lederen interieur. Zaken zoals airconditioning, elektrische ramen, stereo-installatie, verstelbaar stuur en een verwarmde achterruit behoorden tot de standaarduitrusting, wat ongebruikelijk was in 1985. Vele onderdelen, zoals de lichten, waren minder exclusief maar gewoon componenten voor massaproductie die bij andere automerken geleend werden.
In 1988 werd een opgefriste versie van de Magnum gepresenteerd op het autosalon van Turijn, waarbij de motoren van Fiat en Alfa Romeo vervangen werden door turbodiesels van VM Motori met 81 kW (110 pk) met een topsnelheid van 150 km/u. Daarnaast was ook een 3,4-liter zescilinder benzinemotor van BMW leverbaar met 155 kW (211 pk), goed voor een topsnelheid van 185 km/u.
Ongeveer 6000 Magnums werden gebouwd in 18 jaar productie, waarvan ongeveer 1200 Laforzas voor de Amerikaanse markt. Tot eind jaren negentig werden ongeveer 1000 Magnums verkocht aan verschillende Italiaanse politiediensten. Andere Italiaanse overheidsklanten waren de Guardia di Finanza, de dienst bosbeheer en andere kleinere entiteiten. Rayton Fissore had echter geen uitgebreid verkoopnetwerk noch de financiële middelen om de wagen te actualiseren.

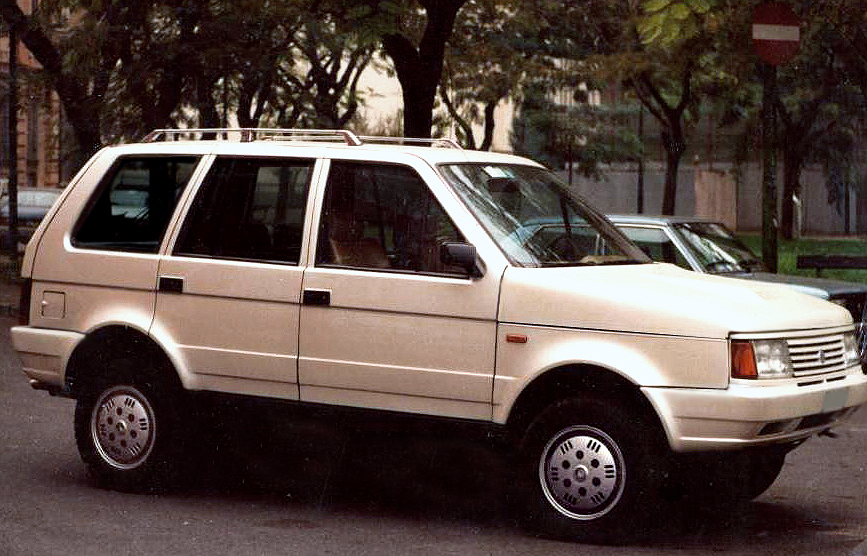
Rayton Fissore Magnum Turbo D (1986)
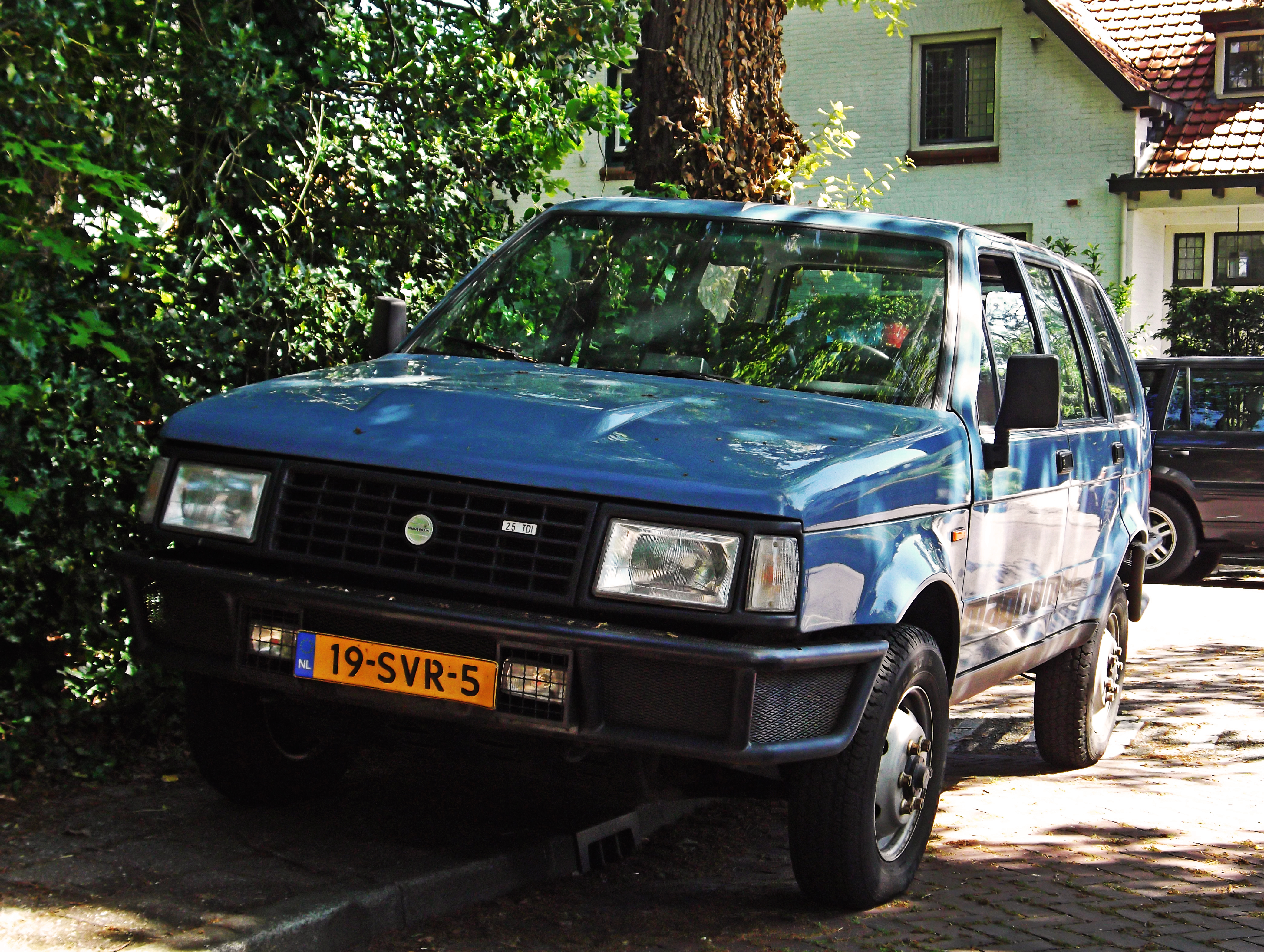
Rayton Fissore Magnum 2.5 TDI (facelift)
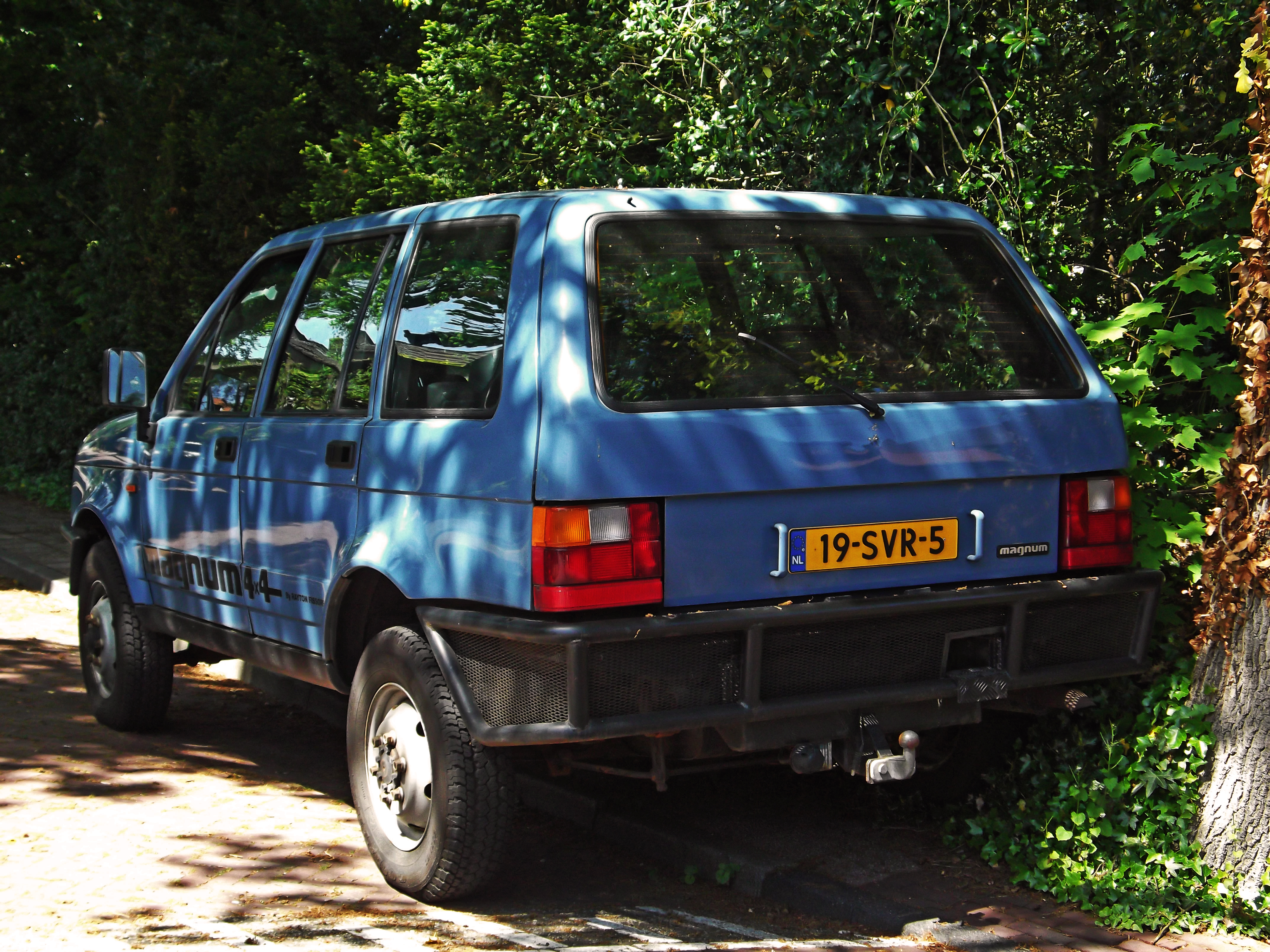
Rayton Fissore Magnum 2.5 TDI (facelift), achteraanzicht

## Laforza
De eerste Laforza arriveerde eind 1989 in de Verenigde Staten met enkele aanpassingen aan het Magnum 4x4 chassis. Dat was nodig om de 5,0-liter Ford V8-motor te kunnen monteren. Het rollend chassis en het interieur werden afgewerkt door Pininfarina in Italië, de Amerikaanse onderdelen werden geïnstalleerd door C&C in Brighton (Michigan).
De carrosserie kreeg een kleine facelift met nieuwe bumpers en achterlichten. Ook de koplampen en het radiatorrooster werden vernieuwd. Het lederen interieur van de Magnum bleef behouden maar werd opgewaardeerd met een nieuw dashboard, zetels, middenconsole en deurpanelen.

### 1989-1993
De originele Laforza 5-liter werd geproduceerd door Pininfarina. Dit model was uitgerust met een Ford 5,0-liter EFI V8-motor (pick-uptruck versie), een transmissie met automatische overdrive (AOD) en een tussenbak met hoge/lage versnellingen.

### 1995-1998
De Laforza GT was uitgerust met een Ford 5,0-liter SEFI V8-motor (uit de Mustang GT) met dezelfde transmissie en tussenbak als de Laforza 5-liter. Enkele exemplaren kregen de 5,8-liter SEFI V8-motor uit de Ford pick-uptrucks. Sommige van deze versies hadden ook een optionele Kenne Bell-supercharger. In 1996 werd de productie overgenomen door "Magnum Industriale", de opvolger van "Rayton Fissore".

### 1998-2003
In 1998 werd het bedrijf opnieuw geherstructureerd en kreeg het de naam "Laforza SpA". De opgefriste Laforza Prima kreeg de Ford 5,0 SEFI V8-motor uit de Ford Explorer met een elektronisch geregelde automatische viertrapstransmissie en een 4x4 tussenbak (zonder lage versnellingen). Een Eaton-supercharger was als optie leverbaar.
De Prima werd in 1999 hernoemd in Laforza Magnum edition toen er naast de Ford V8-motor ook een General Motors 6,0-liter V8-motor met Eaton-supercharger leverbaar was, gekoppeld aan een elektronisch geregelde automatische viertrapstransmissie en een 2x4/4x4 tussenbak.
Laforza had ook nog plannen voor een Europese versie met een Iveco 3,9-liter viercilinder TDI dieselmotor of een Alfa Romeo 3-liter V6-motor, maar deze kwam niet verder dan het stadium van een prototype.

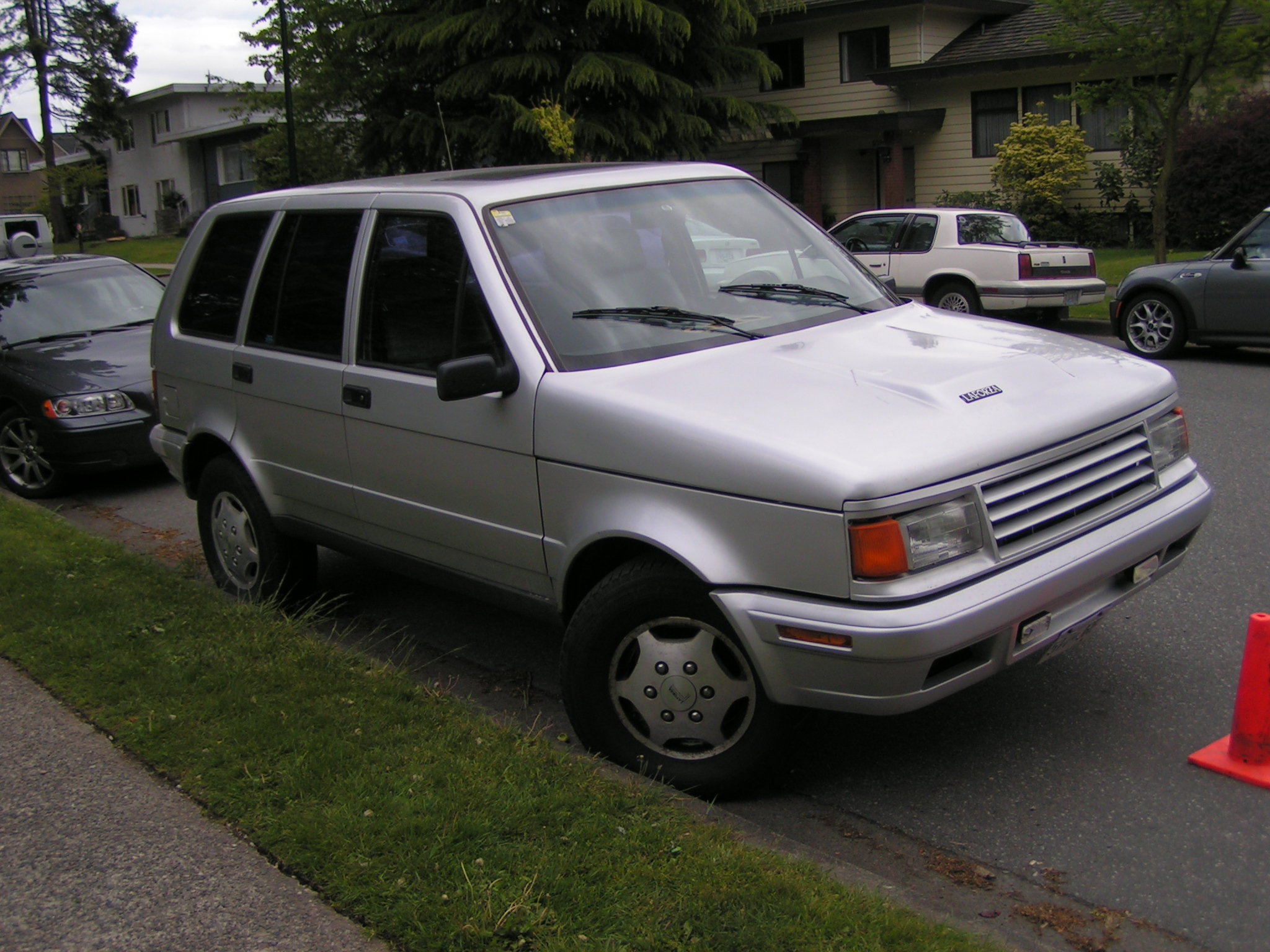
Laforza 5-liter (1989)
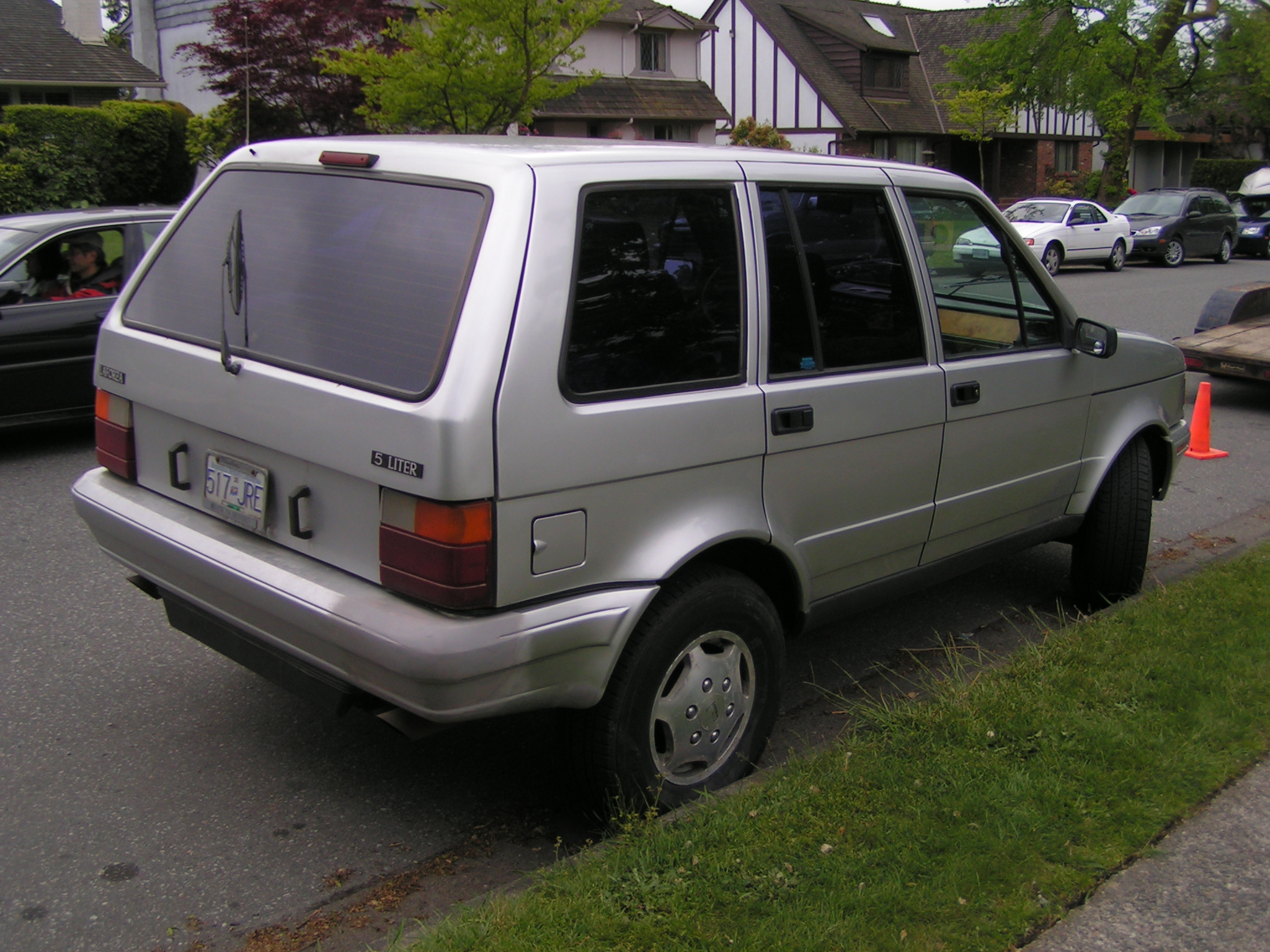
Laforza 5-liter (1989), achteraanzicht
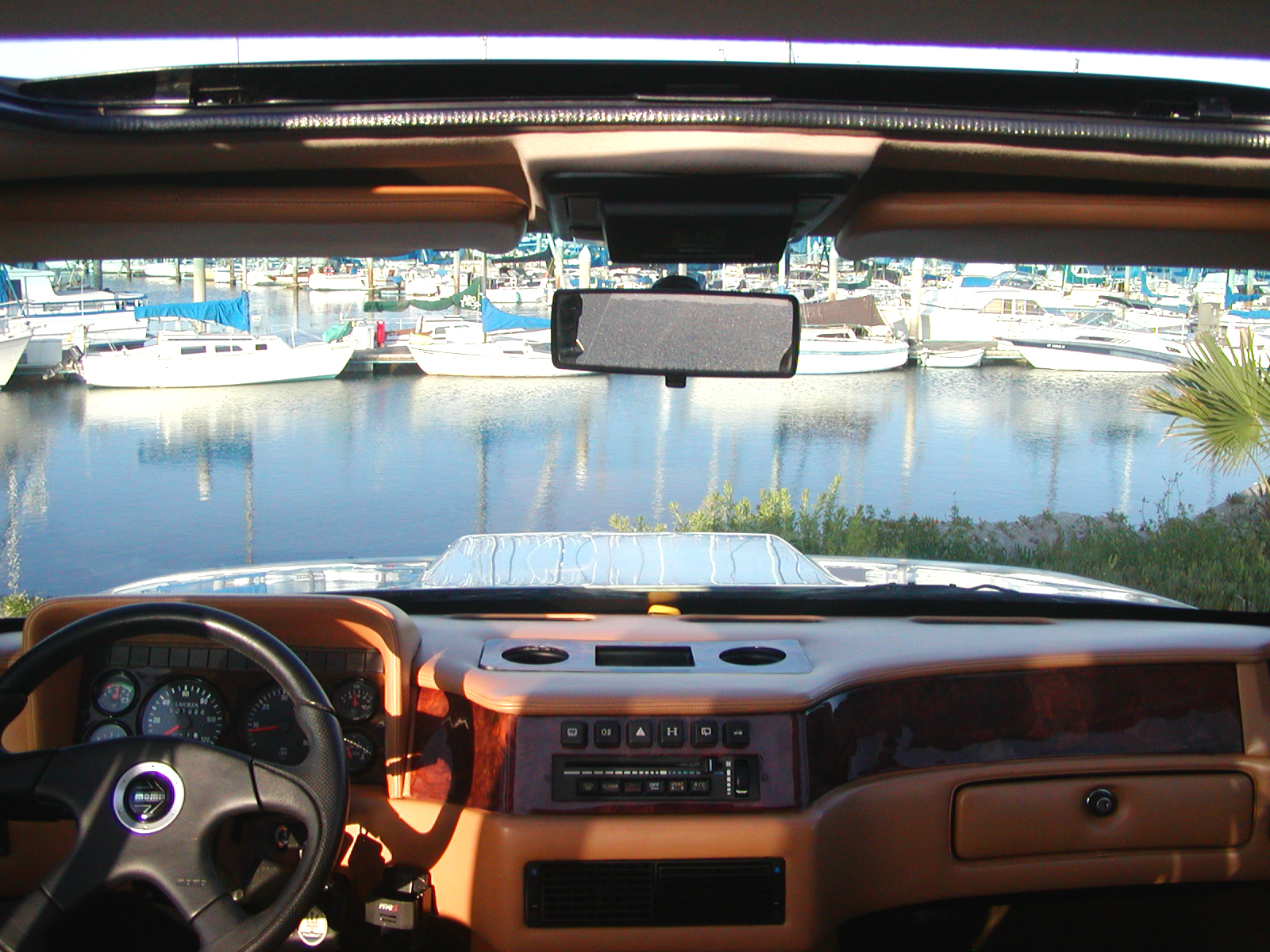
Laforza 5-liter (1989), interieur
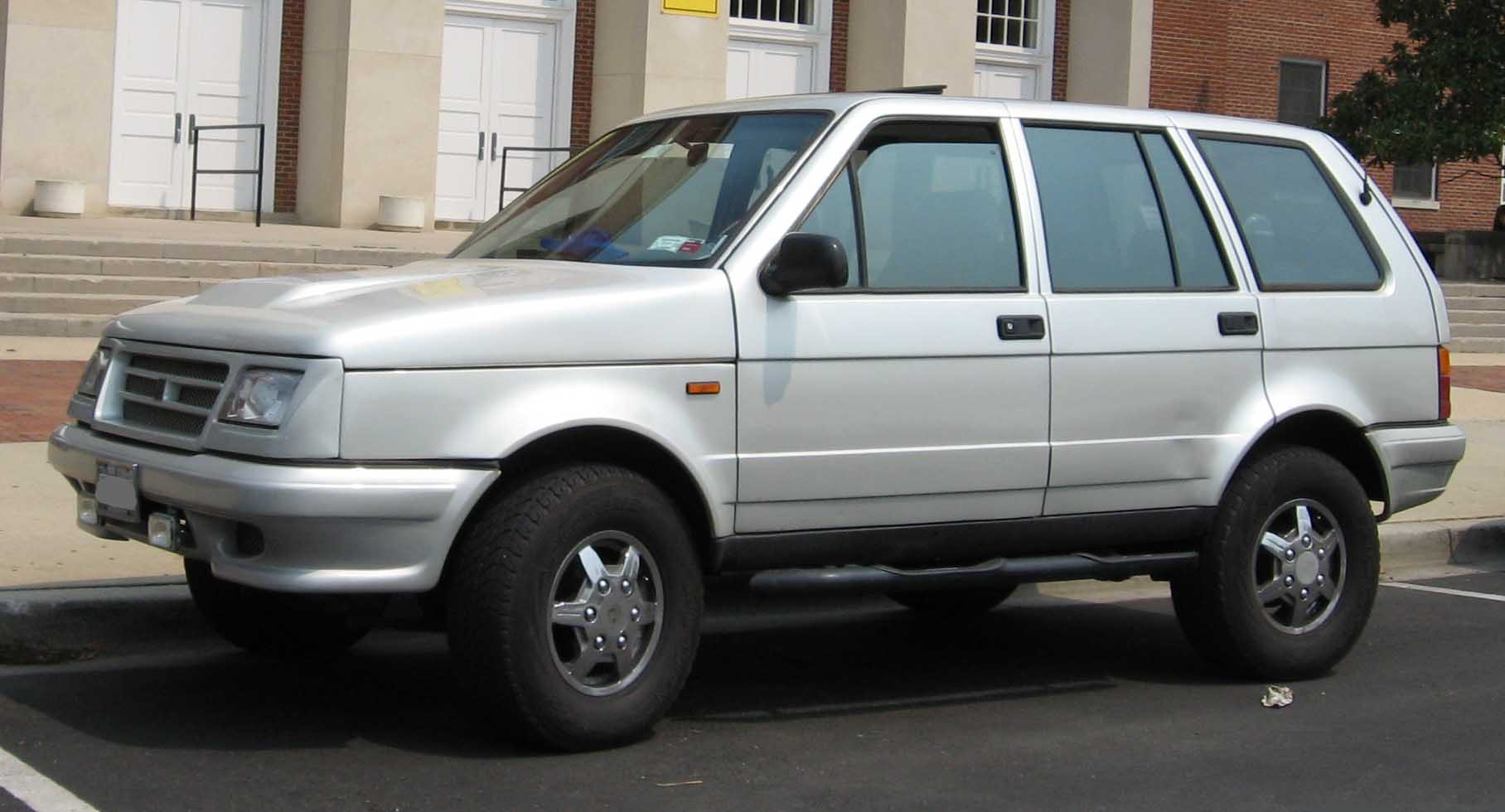
Laforza Prima (1998)
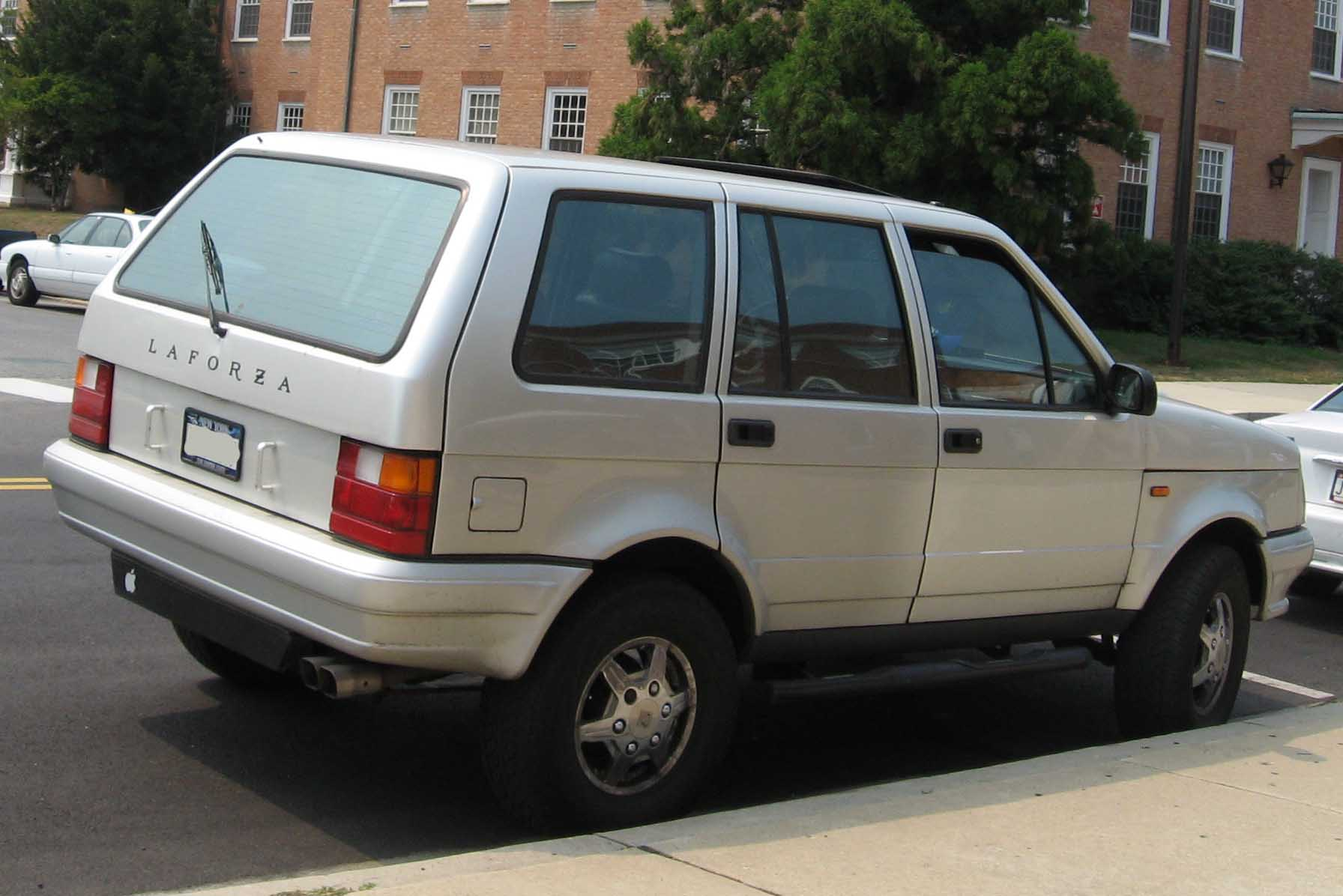
Laforza Prima (1998), achteraanzicht

## Trivia
- De UNIVIS-constructietechniek maakte de Laforza zo sterk dat het naar verluidt de enige wagen ooit is die zich bij een crashtest bij 56 km/u door het obstakel boorde.[7]